# Josip Bersa
Josip ili Giuseppe Bersa (Zadar, 13. siječnja 1862. – Zadar, 5. prosinca 1932.), hrvatski književnik i arheolog.
Konzervator, ravnatelj Arheološkog muzeja u Zadru. Autor niza studija o arheološkim lokalitetima Dalmacije i kulturno-povijesnih vodiča o Zadru (Guida storico-artistica di Zara, 1926.). Pisao pjesme (Sonetti zaratini, 1902. i dr.) i prozu (S mora i primorja, 1896.) mediteranskog ugođaja te libreta za opere svoje braće Blagoja i Vladimira.